# Kościół Najświętszego Serca Pana Jezusa w Dębicy
Kościół Najświętszego Serca Pana Jezusa w Dębicy – rzymskokatolicki kościół parafialny należący do parafii pod tym samym wezwaniem (dekanat Dębica Zachód diecezji tarnowskiej).

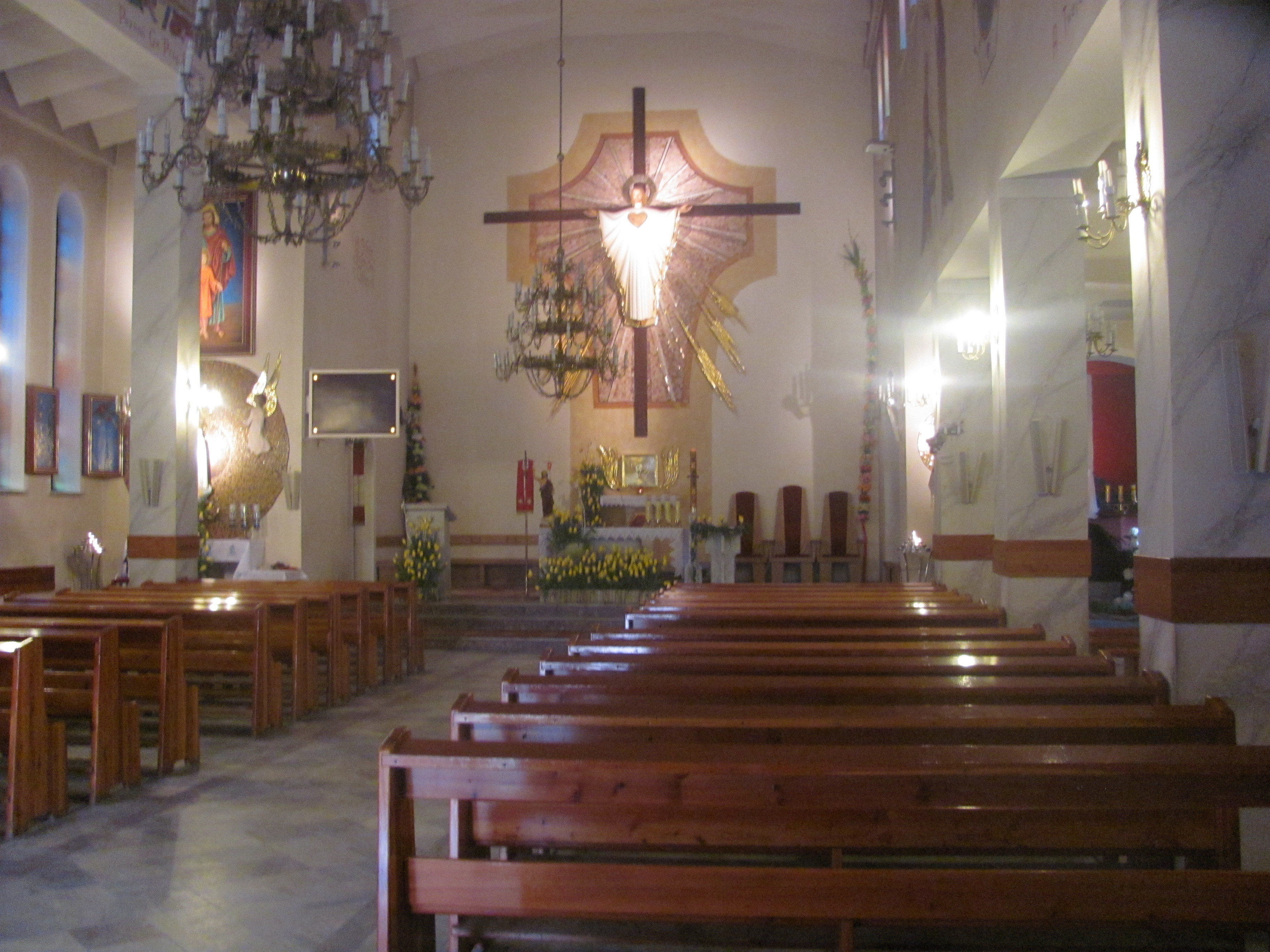
Wnętrze kościoła

Jest to świątynia wzniesiona w latach 1985–1991 według projektu Zbigniewa Zjawina. Kamień węgielny został poświęcony i wmurowany 8 czerwca 1986 roku przez biskupa Piotra Bednarczyka. Kościół został konsekrowany przez biskupa Józefa Życińskiego 7 października 1991 roku. Wystrój prezbiterium został zaprojektowany i wykonany przez Bogdanę Ligęzę-Drwal. Witraże zaprojektowane przez Marka Niedojadłę zostały wykonane w 2001 roku w Pracowni Witraży Krzysztofa Paczki i Andrzeja Cwilewicza.